# Coachella Fesztivál
A Coachella-völgyi Zenei és Művészeti Fesztivál (angolul Coachella Valley Music and Arts Festival, gyakran csak Coachella Fesztivál, vagy röviden Coachella) egy évente megrendezett könnyűzenei és művészeti fesztivál az Amerikai Egyesült Államokban, a Kalifornia állambéli Indio városban.

## Galéria

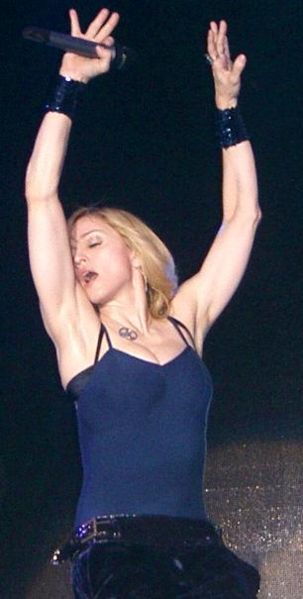
Madonna (2006)
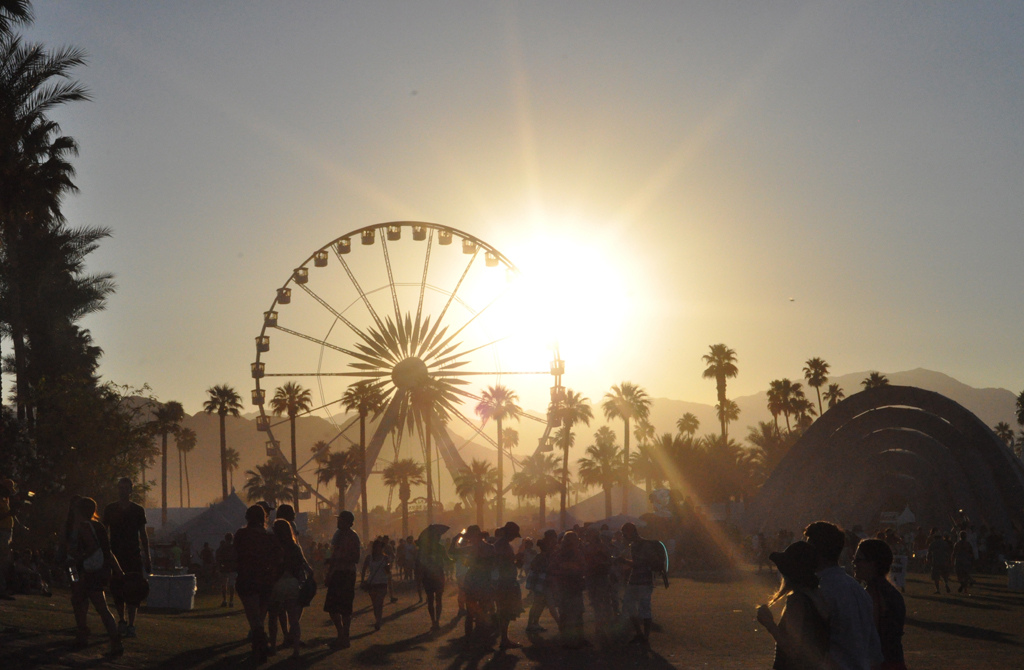
A fesztivál 2012-ben
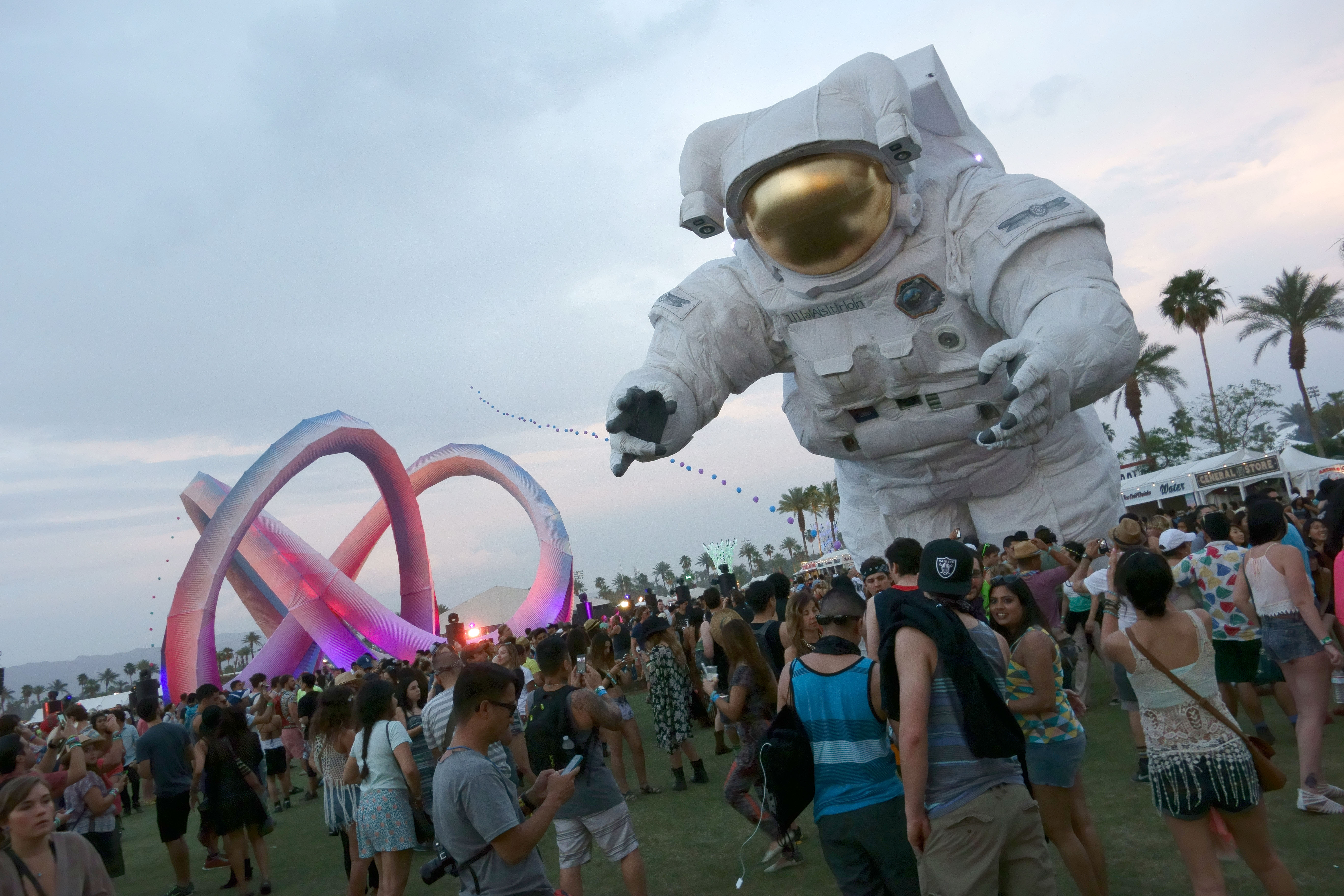
A fesztivál 2014-ben
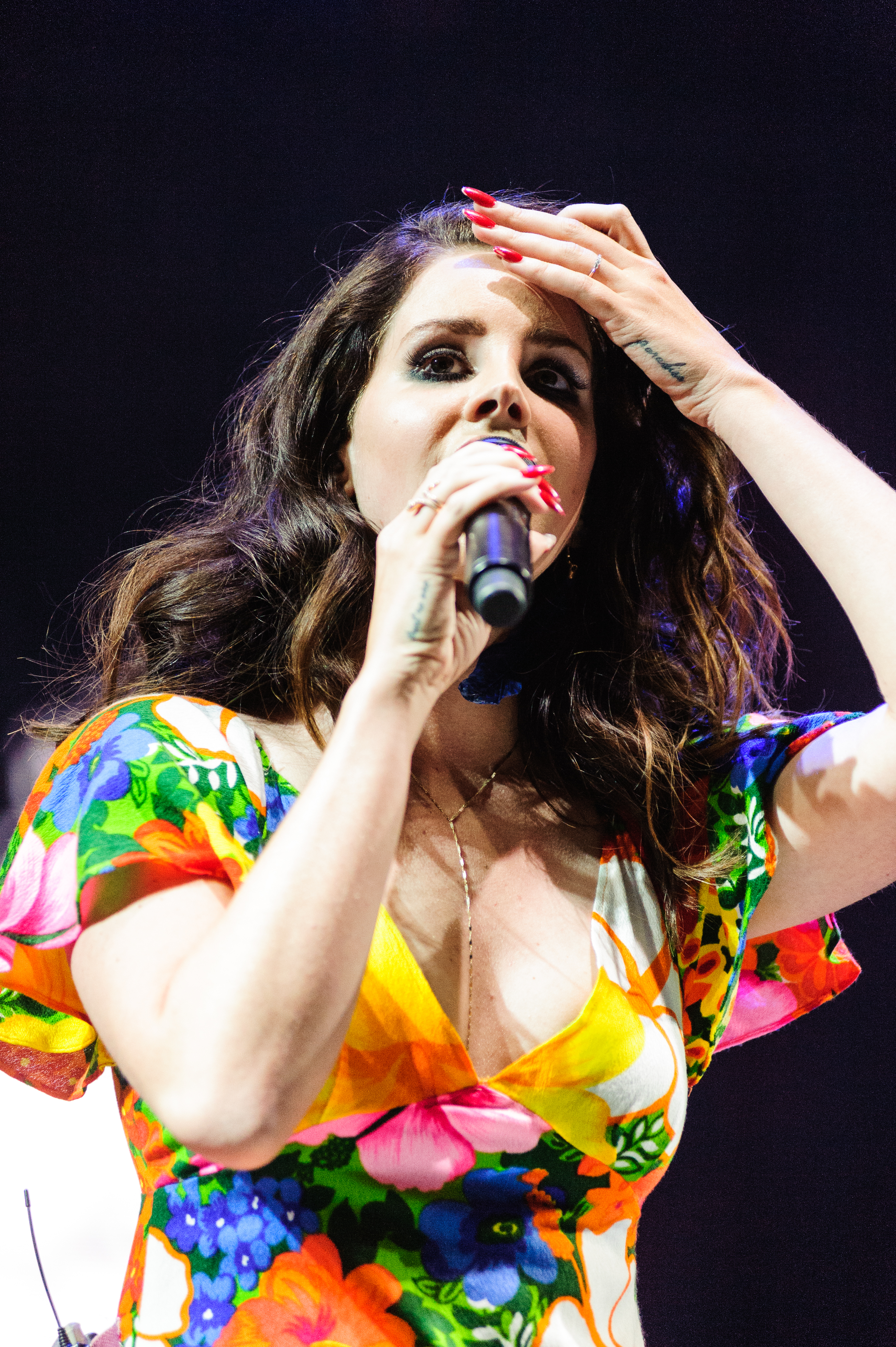
Lana Del Rey (2014)
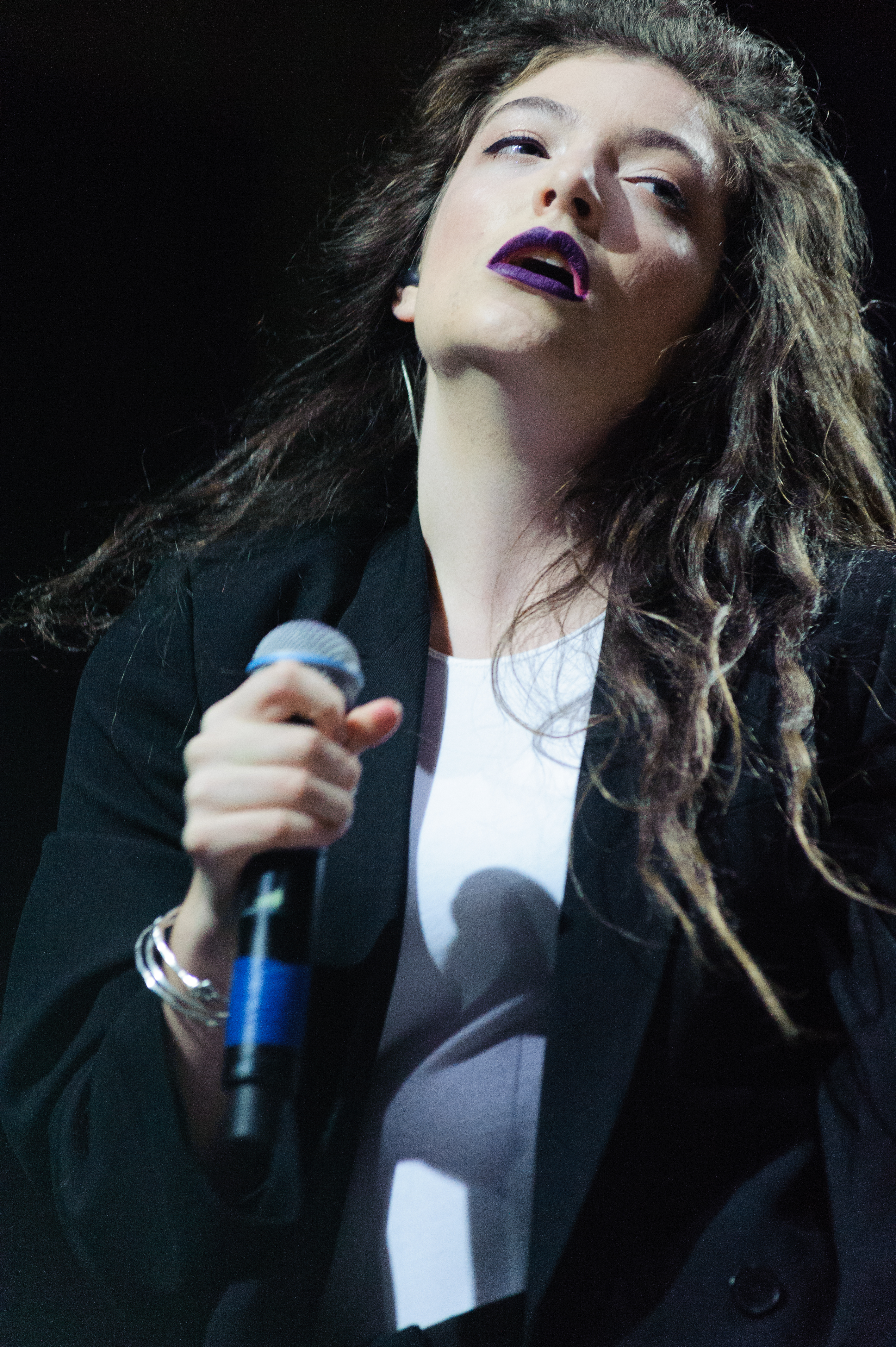
Lorde (2014)
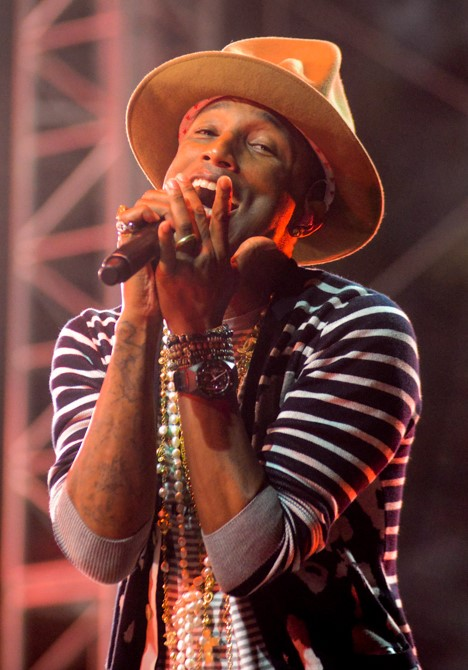
Pharrell Williams (2014)